# دانيال إدوارد هوارد
دانيال إدوارد هوارد (بالإنجليزية: Daniel Edward Howard)‏ (و. 1861 – 1935 م) هو سياسي من ليبيريا .